# Turcja na Letnich Igrzyskach Olimpijskich 1968
Turcję na Letnich Igrzyskach Olimpijskich 1968 reprezentowało 29 zawodników, tylko mężczyzn.

## Zdobyte medale
| Medal | Zawodnik      | Dyscyplina | Konkurencja                             | Rezultat |
| ----- | ------------- | ---------- | --------------------------------------- | -------- |
| Złoto | Mahmut Atalay | Zapasy     | Styl wolny, kategoria do 78 kg mężczyzn | [ 2 ]    |
| Złoto | Ahmet Ayık    | Zapasy     | Styl wolny, kategoria do 97 kg mężczyzn | [ 2 ]    |